# Archidendron harmsii
Archidendron harmsii là một loài thực vật có hoa trong họ Đậu. Loài này được Malme miêu tả khoa học đầu tiên.